# Viola delavayi
Viola delavayi Franch. – gatunek roślin z rodziny fiołkowatych (Violaceae). Występuje endemicznie w Chinach – w prowincjach Kuejczou, Syczuan i Junnan. 

## Morfologia
PokrójBylina przybierająca formę krzewu. Dorasta do 25 cm wysokości, tworzy kłącza.
LiścieBlaszka liściowa jest siedząca i ma równowąski kształt. Mierzy 15–25 mm długości oraz 1–2 mm szerokości, jest niemal całobrzega, ma stłumioną nasadę i ostry wierzchołek. Przylistki są równowąskie i osiągają 2 mm długości.
KwiatyPojedyncze, wyrastające z kątów pędów. Mają działki kielicha o owalnym kształcie i dorastające do 3–5 mm długości. Płatki są od odwrotnie jajowatych do podługowatych, mają purpurową lub fioletową barwę oraz 5–10 mm długości, dolny płatek posiada obłą ostrogę o długości 2-5 mm.
OwoceTorebki mierzące 5-9 mm długości, o jajowatym kształcie.

## Biologia i ekologia
Rośnie na łąkach, brzegach cieków wodnych i skarpach. Występuje na wysokości od 1800 do 2800 m n.p.m.